# سنت-آن-دو-لا-پوکاتییر، کبک
سَنت-آن-دو-لا-پوکاتییِر (به فرانسوی: Sainte-Anne-de-la-Pocatière) قصبه‌ای در منطقه شهری کاموراسکا ناحیه با-سن-لوران در استان کبک کانادا است. در سرشماری سال ۲۰۱۱ این قصبه ۱٬۸۳۷ نفر جمعیت داشته‌است و مساحت آن ۵۳٫۶۸ کیلومتر مربع است.